# Фінікійська бірема

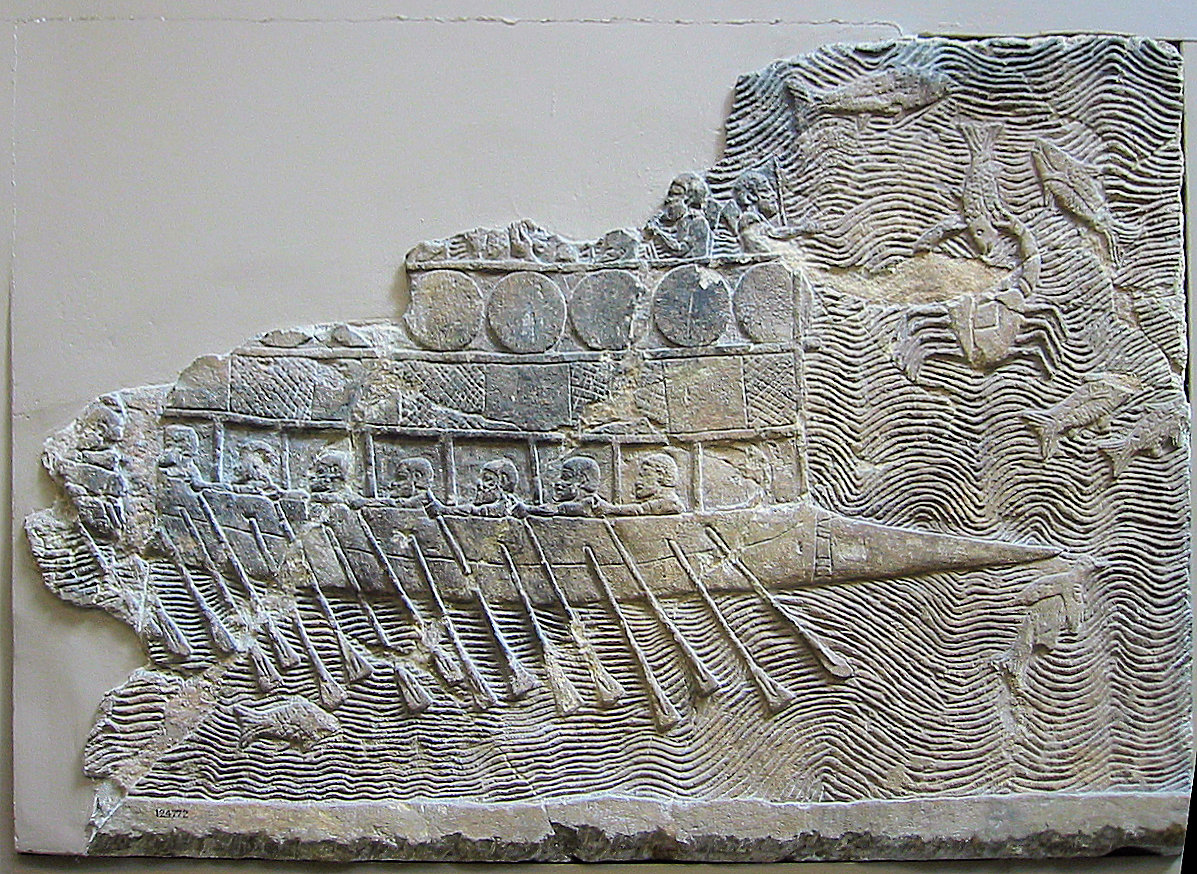
Бірема на ассирійському барельєфі

Фінікійська бірема — гребний військовий корабель з двома рядами  весел.
На біремах традиційне знімне вітрильне озброєння застосовувалося при попутних вітрах. Оснащувалися вони  таранами. Довжина 30-38 м. Ширина основного корпусу — 1/6 довжини. Акростоль корми круто загинався, подібно до хвоста скорпіона. Великі поворотні весла розміщувалися не тільки на кормі, а й на носі, що дозволяло швидко здійснити поворот. Корабель міг перевозити до сотні людей — воїнів, команду і веслярів, якими часто були раби.
Торговельні судна фінікійців були широкими і заокругленими, а їхні військові кораблі — довгими і гостроносими. Від них вимагалася висока швидкість, і забезпечувалася вона насамперед веслярами. Фінікійці першими у світі стали конструювати військові кораблі — спочатку з двома банками для веслярів і великим прямокутним вітрилом, встановленим на щоглі, поставленій в середині. Під вітрилом судно йшло дуже повільно. Йти назустріч вітру і при сильних хвилях можна було лише за допомогою весел. До марсового дозорного майданчика на верху добиралися спеціальним трапом, який відтворений на моделі фінікійського військового корабля, створеній на рубежі другого і першого тисячоліть до н. е. Ця модель зберігається в музеї Хайфи.
Перші військові фінікійські судна мали тільки один поверх веслярів, вони називалися монерами. На носі монер не було тарана. Таран вперше почали ставити на двоповерхових суднах — біремах. Ідея тарана, безумовно, запозичена у критян.
Для того, щоб весла не путалися, веслярі повинні були працювати в суворій координації. Для такої координації використовувалися флейта, барабан і спів. Барельєфи з руїн палацу царя Сенхасеріба зображують фінікійські військові кораблі VII ст. до н. е. Весла верхнього ярусу кріпилися в кочетах, нижні — проходили через бортові люки. Над верхнім ярусом веслярів містилася бойова палуба у всю довжину корабля. Зовні бортів кріпили бойові щити, як пізніше це робили вікінги. Враховуючи, що фінікійці свого часу добиралися до Балтики, можна вважати, що вікінги ідею розміщення щитів запозичили саме у них.